# Phyllodiaptomus thailandicus
Phyllodiaptomus thailandicus is een eenoogkreeftjessoort uit de familie van de Diaptomidae. De wetenschappelijke naam van de soort is voor het eerst geldig gepubliceerd in 2006 door Sanoamuang & Teeramaethee.